# 夏家橋社區
夏家橋社區地處浙江省湖州市南潯城區東南部，轄區面積大約26萬平方米。社區主要建築以清末民初建築為主，著名的旅遊景點：紅房子、廣惠宮、絲業會館、潮音寺都坐落在轄區內。社區現有居民住宅群樓102幢，常住居民2527戶，人口7020人，下設67個居民小組。
夏家橋社區居委會管轄範圍，西起市河，東至潮音寺，北起便民路，南至年豐路。該社區地處南潯古鎮旅遊區，集旅遊、居住為一體，居住人群以老年古鎮居民為主，是一個敞開型旅遊社區。

## 外部連結
- 湖州市南潯鎮夏家橋社區